# Политический кризис на Уоллисе и Футуне
Политический кризис на Уоллисе и Футуне (фр. Crise coutumière wallisienne) — политический кризис на острове Уоллис, в заморской общине Уоллис и Футуна. Этот кризис, начавшийся в 1990-х годах, активно проявился в 2005 году в конфликте по поводу наследования титула традиционного короля (лавелуа) Королевства Увеа после очень долгого правления Томаси Кулимоэтоке II. Тогда сторонники короля выступили против сторонников обновления государственного строя, желающих изменить обычай и разделить власть. Этот кризис продолжился во время правления Капилиеле Фаупалы, а затем возобновился в 2016 в связи с соперничеством двух конкурирующих лавелуа (Томинико Халагаху и Паталионе Канимоа, последний в конечном итоге был признан французским государством). Кризис указал на глубокие раздоры, пронизывающие общество Уоллиса, и создал напряженность между традиционным вождем и представителями французского государства, оказавшимися его свидетелями и участниками. Конфликт также затронул уоллисскую общину Новой Каледонии.

## Кризис 2005 года

### Контекст

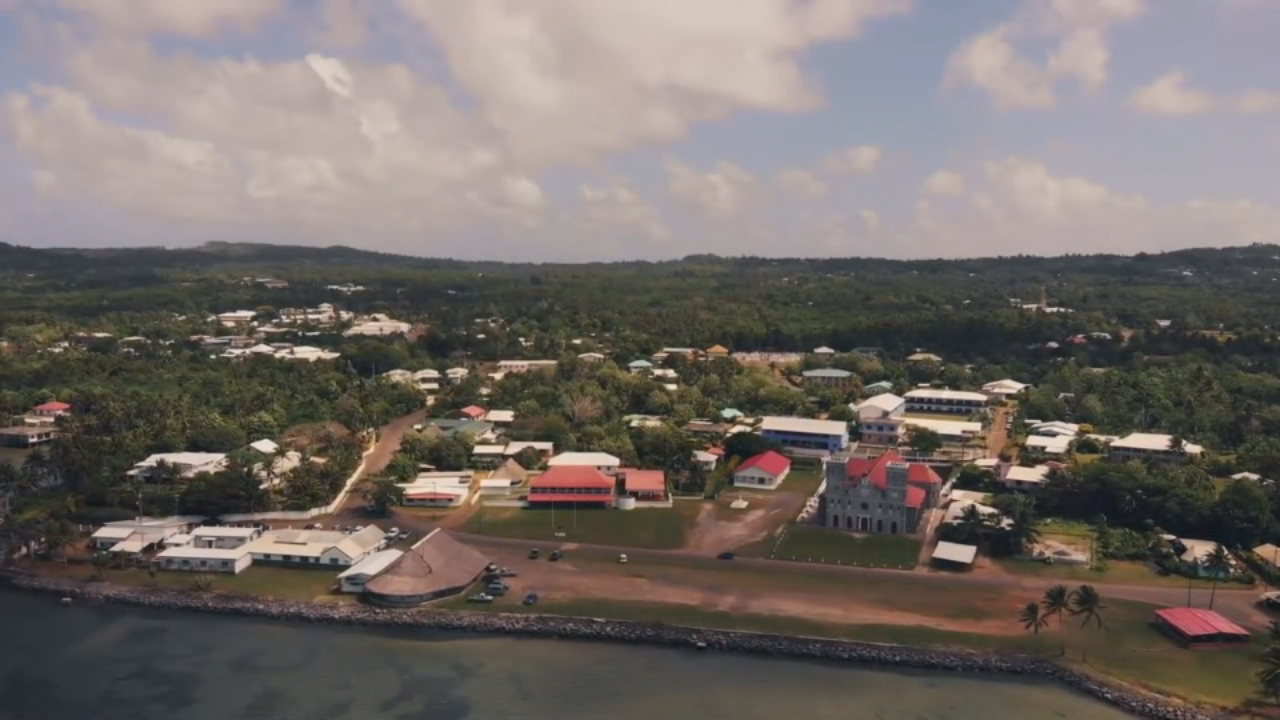
В Мата-Уту, столице Уоллис и Футуна, находится большинство органов политической, религиозной и традиционной власти.

В Уставе о создании заморской территории Уоллис и Футуна 1961 года признается традиционное правосудие лавелуа в местных делах (в частности, управление земельными ресурсами) и подтверждается особый правовой статус коренных жителей архипелага с 1933 года. С другой стороны, местные жители считают французское уголовное правосудие зарезервированным для папалаги (европейцев, выходцев из метрополии): гражданские дела решаются местной королевской властью.
Кризис начался в конце правления лавелуа Томаси Кулимоэтоке. Последний, взойдя на престол в 1959 году, правил дольше всего в истории Увеа (48 лет), по сравнению с 5,6 годами в среднем с 1869 года. По мнению Фредерика Англевьеля, это связано с политическим мастерством короля, который, несмотря на существование соперничающих королевских семей, сумел удержаться у власти благодаря поддержке французской администрации и членов вождества, многие из которых принадлежат к семье Кулимоэтоке и не желают терять своих преимуществ после стольких лет.

### Судебное дело и гражданское противостояние
Кризис начался в январе 2005 года, когда внук короля Увеа Томаси Кулимоетоке II был приговорен к восемнадцати месяцам тюремного заключения за непредумышленное убийство после гибели мотоциклиста в результате управления автомобилем в нетрезвом состоянии.

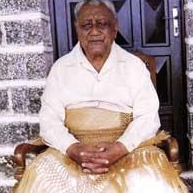
Томаси Кулимоэтоке II

Королевская семья принесла семье погибшего извинения по традиционному обряду и посчитала, что дело урегулировано. Но французские власти сочли, что это дело, будучи причинением смерти по неосторожности, относится к компетенции французского уголовного правосудия, и решили арестовать внука короля. Между происшествием со смертельным исходом и приговором суда прошло длительное время, поскольку судебные действия производились на Новой Каледонии.
Чтобы спастись от жандармов, приехавших арестовать его, внук четыре месяца скрывался в королевском дворце. Король сначала сопротивлялся требованиям об аресте внука. Эта ситуация расколола аристократические семьи, колебавшиеся между традиционной солидарностью с королевской семьёй и лояльностью к французскому государству, связанной в том числе и с экономическими причинами. 13 мая 2005 года вождество потребовало от префекта (представителя центральной французской власти) Кристиана Жоба покинуть территорию и объявило о закрытии территориальной ассамблеи. В ответ ассамблея приостановила выплату ренты лавелуа и поддерживающим его традиционным вождям (в том числе премьер-министру Капелиеле Фаупале). 22 мая было утверждено новое вождество из числа «реформистов», сторонников более тесной интеграции с Францией. Чтобы положить конец напряженности между двумя лагерями, 7 июня из Новой Каледонии были присланы сорок жандармов, и внук лавелуа был арестован. Традиционные вожди Футуны выразили свое несогласие с Томаси Кулимоэтоке и потребовали создания на острове Футуна вице-префектуры, чтобы больше не зависеть от Уоллиса.
14 июня премьер-министр (кивалу) Томаси Кулимоэтоке организовал демонстрацию в его поддержку, а 150 сторонников клана Кулимоэтоке попытались помешать назначению нового вождя, ранив бывшего традиционного лидера реформистов. В тот же день Кловис Логологофолау был назначен новым кивалу.

### Урегулирование конституционного конфликта
В сентябре 2005 года в Новую Каледонию отправилась делегация, чтобы информировать о кризисе многих уоллисцев, которые жили там, полагая, что единственное местное СМИ RFO-Уоллис поддерживает лагерь роялистов. Делегация объявила о готовности назначить нового короля Аху Хиасинито, бывшего главы района Хихифо. Однако по мере приближения церемонии интронизации, запланированной на 25 сентября, конфликт обострился: сторонники короля вооружились, заняли аэропорт и устроили блокпосты, несмотря на присутствие 120 жандармов.
На следующий день ситуация окончательно разрешилась благодаря вмешательству французского посредника, посланного из Нумеа, который признал власть короля Томаси Кулимоетоке II. Тогда церемония интронизации диссидентов отменяется, но полномочия нового префекта, Ксавьера де Фюрста, который санкционировал ее, начаты. Ксавье де Фюрст издает несколько указов, которых признаются правителями обычая.
Уоллисская община в Новой Каледонии, в частности традиционные вожди, в основном поддерживали лавелуа. Делегация во главе с Алоизио Сако, председателем океанского демократического объединения, отправилась на Уоллис, чтобы подтвердить свою верность Томаски Кулимоетоке. 22 сентября в Нумеа собралось 600 сторонников короля, которые обвинили Францию в желании изменить статут 1961 года, что отрицал префект. В уоллисской общине Новой Каледонии раздавались голоса, осуждающие раздоры.
10 октября роялист ранил мачете молодого человека, который на следующий день скончался от ран. Роялист был отправлен в Нумею для суда над ним. После этого эпизода несколько оппозиционеров, таких как Кловис Логологофолау, решили покинуть Уоллис, посчитав, что их безопасность не обеспечена. Для Фредерика Англевьеля это был третий этап кризиса. Исход конфликта представлялся весьма неопределенным.
Новые инциденты произошли в июне 2006 года в северном округе Хихифо. Последовали переговоры о примирении, но инциденты продолжались спорадически до 2014 года и возобновились в 2016 году.
12 марта 2007 года административный суд Мата-Уту рассмотрел около пятидесяти апелляций, которые были поданы Королевством Увеа для отмены постановлений префекта Ксавье де Фюрста. Административный трибунал в конечном итоге отменил решения, принятые Фюрстом, и обязал французское государство выплатить компенсацию территориальному округу Увеа, истолковав статут 1961 года как запрещающий вмешательство французского государства в дела королевства.

## Правление Капелиеле Фаупалы (2008—2014 гг.)
7 мая 2007 года Томаси Кулимотоке II умер в возрасте 88 лет: его правление было одним из самых длительных в истории Уоллиса, с 1959 по 2007 год (48 лет). После периода траура начинаются переговоры и разговоры в королевских семьях о назначении нового короля. В июле 2008 года Капелиеле Фаупала занял трон в качестве лавелуа.
Инциденты на острове продолжились, когда в 2010 году король Капелиеле Фаупала и его сторонники захватили EEWF (компанию, обеспечивающую электричество и воду на Уоллис и Футуна), дочернюю компанию GDF-Suez. Это было вызван увольнением сотрудника EEWF за грубый проступок, увольнение, оспариваемое вождем, и было главным следствием отключения водоснабжения и электричества в течение нескольких дней в июле 2010.
Капелиеле Фаупала был уволен 2 сентября 2014 года в связи с разногласиями со своим премьер-министром. Теперь на Уоллисе больше не было короля.
В 2015 году, спустя одиннадцать лет после кризиса 2005 года, примирение между двумя сторонами представляется «маловероятным до тех пор, пока взаимные травмы после конфликта 2005 года остаются острыми» и остров остается глубоко расколотым.

## Очередной кризис апреля 2016 года
В апреле 2016 года вспыхнула новая напряженность вокруг проекта инаугурации нового короля. В пятницу первого апреля лидер объявил о предстоящей инаугурации главы района Хихифо Томинико Халагаху. Это известие стало неожиданным, после более чем двух лет без лавелуа в Уоллисе. Многие уоллисцы из Новой Каледонии прибыли на Уоллис с целью присутствовать на этой инаугурации. Часть королевских семей, противясь этому выбору, назначили нового вождя. Их сторонники 12 апреля заняли королевский дворец на площади Сагато-Соане (в Мата-Уту). Хотя через два дня между двумя лагерями, казалось, было достигнуто соглашение, на 15 апреля вождь не пошёл на переговоры. Затем сторонники нового вождя объявили о своем отказе от инаугурации и продолжали занимать королевский дворец. Тем временем Томинико Халагаху вошёл в свой дом в Вайлале, район Хихифо (север), 15 апреля. Уоллис-и-Футуна Ла Премьер комментирует ситуацию: «точка невозврата достигнута. Инаугурация происходила в условиях и в месте, которое они [новый вождь] не могут принять».
17 апреля новый вождь (представляющий большую часть королевских семей) также вводит лавелуа, Паталионе Канимоа, после традиционной церемонии в Королевском дворце. Таким образом, Уоллис оказался в беспрецедентном положении, с двумя королями и двумя вождями. «Таким образом, обычную власть Увеа представляют 2 короля и 12 министров. Население полностью разделено».
Республиканский вариант (отмена монархии и интеграция традиционных вождей в политические партии в качестве территориальных избранников, как в Новой Каледонии) не желателен ни для уоллисцев (включая оппозиционеров), ни для Парижа, поэтому префект должен посредничать между двумя лагерями. «Государство не вмешивается в дела общественного права»; тем не менее в этой ситуации неспособность принять решение равнозначна принятию позитива. В конце концов, французское государство признало Такумасиву Айсаке Паталионе Канимоа как лавелуа. Кроме того, он был избран председателем финансового комитета территориального собрания Уоллис и Футуна. Решение (принято 18 апреля) опубликовано в официальном вестнике 3 июня 2018 года.
По мнению антрополога Франсуазы Дуэр-Марсаудон, французское государство должно оставаться абсолютно нейтральным и позволить уоллисцам урегулировать кризис между ними. По её мнению, такое разделение между двумя конкурирующими лавелуа отчасти объясняется последствиями обычного кризиса 2005 года.
28 мая 2016 года новым вождем были назначены два деревенских вождя и один фаипуле (глава района): «теперь у Уоллиса есть два Лавелуа и два больших вождя в полном составе». Два года спустя оба вождя празднуют бок о бок денк святого Иосифа в Муа, «первый в истории Увеа»: несмотря на то, что население по-прежнему сильно разделено, это первый случай, когда король Такумасива Айсаке Паталионе Канимоа, признанный государством, принимает участие в церемонии, в то время как другой (непризнанный) лавелуа, Маутамакия Ваиму'а Халагаху, присутствовал.